# Puduhepa
Puduhepa, levde 1200-talet f.Kr., var en drottning (tawananna) av Hettiterriket, gift med kung Hattusili III och mor till kung Tudhaliya IV. Hon är känd för den politiska roll hon spelade och för den bevarade politiska korrespondens hon upprätthöll med Egypten. 

## Biografi
Puduḫepa föddes i början av 1200-talet f.Kr. i staden Lawazantiya i Kizzuwatna (Kilikien). Hon var dotter till Bentepsharri, överstepräst för stadens skyddsgudinna Shaushka (Ishtar). Puduḫepa tycks uppfostrats till att själv bli prästinna i denna kult. 
Generalen och prinsen Hattusili mötte Puduḫepa efter slaget vid Kadesh, och förklarade i efterhand att gudinnan Ishtar hade befallt honom att finna Puduhepa och gifta sig med henne, och hon följde honom sedan till Hapissa. När Hattusili erövrade tronen i Hettiterriket genom att segra över sin brorson Mursili III omkring år 1286 f.Kr., besteg Puduhepa tronen med honom. 

### Drottning
Hattusili hade flera hustrur och konkubiner, men det var Puduhepa som blev drottning och tawananna. Hon avbildades stående sida vid sida med sin hand i sin makes, som om de var medregenter. Hon uppträdde ständigt vid kungens sida offentligt och vid hovet.  Hon fungerade som sin makes rådgivare i det politiska beslutsfattandet. Hon använde sitt eget sigill, kontrollerade hovets inre angelägenheter och fattade själv beslut i domstolsprocesser. Hon tycks ha ägnat sig åt religiösa angelägenheter och omorganiserade den hettitiska gudavärldens panteon. 
Hon deltog i internationell diplomati genom att korrespondera med utländska makter och arrangera politiska äktenskap mellan sina barn och utländska kungligheter. Hon är känd för de bevarade dokumenteten över hennes diplomatiska brevväxling med Egypten. Hon arrangerade ett äktenskap mellan en av sina döttrar och farao Ramesses II efter hennes makes fördrag med denna. Hon arrangerade också ett äktenskapsfördrag mellan en medlem av sin familj och en dotter till kung Kadashman-Enlil II av Babylon. När farao Ramesses II uttryckte ringaktning för Babylon, som han inte längre ansåg vara en stormakt, svarade hon honom: "Om ni säger 'Kungen av Babylon är inte en stor konung´, känner ni inte till Babylons status". 
Puduhepas ställning som tawananna-drottning förändrades inte när hennes make avled och efterträddes av hennes son Tudhaliya IV, eftersom drottningrollen var på livstid, oberoende av kungarollen. Hon fortsatte att fungera som kungens medregent, gripa in i domslutsprocesser och reformera det religiösa livet. 